# Japanska imperiet
Japanska imperiet (kyūjitai: 大日本帝國; shinjitai: 大日本帝国, romaji: Dai Nippon Teikoku) var en japansk politisk enhet som fanns under perioden från meijirestaurationen år 1868 till dess nederlag i andra världskriget 1945. Formellt upphörde det 1947.
Den snabba industrialisering och militarisering som skedde under parollen ”富国强兵” (Fukoku Kyōhei, ’berika landet, stärka armén’) ledde till att Japan utvecklades till en modern stormakt. Allmän värnplikt infördes, liksom full religionsfrihet och den gregorianska kalendern. Det gamla ståndsamhället omorganiserades till ett system med tre klasser: kazoku (högadeln, de tidigare länsherrarna (daimyo) och hovadeln), shizoku (tidigare samurajer) och heimin (resten av befolkningen, de tidigare stånden jordbrukare, hantverkare och handelsmän).
År 1889 infördes en ny författning, skapad framförallt av Ito Hirobumi och inspirerad av de brittiska och preussiska statsskicken. Japan blev officiellt ett konstitutionellt rike, med en monark, regering och parlament. Kejsaren fick stor formell makt med en stark politisk ställning och kontroll över militären. Till sin hjälp hade kejsaren ett kabinett på nio ministrar och ett inflytelserikt statsråd bestående av ministrarna och 28 andra ledamöter. Parlamentet, som öppnade året efter den nya grundlagen instiftades, var uppdelad i ett överhus, pärskammaren, som representerade adeln och de förmögna,  och ett underhus, representantkammaren, som var mer representativt för befolkningen.
I samband med moderniseringen påbörjades även en expansion mot de andra asiatiska länderna. Redan år 1874 skickades en straffexpedition till Taiwan för att avrätta invånare som dödat okinawanska sjömän, och 1879 blev Ryukyuöarna en del av Japan, trots protester från Kina. Japan segrade även i det första kinesisk-japanska kriget 1894-1895, vilket gav landet möjlighet att fortsätta expandera till Taiwan och Korea. Japanska trupper spelade även en viktig roll under boxarupproret, och i rysk-japanska kriget 1905 besegrades Ryssland både till lands och till sjöss, till omvärldens förvåning.
Från mitten av 1920-talet och framåt blev högerextremism en stark kraft i japanska armén, som började agera på egen hand utan parlamentets eller de civila politikernas godkännande. Bland annat ockuperade armén Manchuriet under 1930-talet och gjorde det till en japansk lydstat, och det skedde även incidenter i Kina som orsakade kritik från Nationernas förbund. Politiska mord och kuppförsök förekom när de parlamentariskt valda regeringsledamöterna kom i konflikt med militärerna. Efter en sammanstötning mellan japanska och kinesiska trupper vid Lügouqiao (Marco Polobron) 1937 utbröt fullskaligt krig mellan Japan och Kina.
Kulmen för den japanska expansionismen uppnåddes genom ingåendet i Axelmakterna och erövringen av en stor del av Asien och Stillahavsområdet. På höjden av sin makt 1942 regerade det japanska kejsardömet över ett landområde som sträckte sig över 7 400 000 kvadratkilometer, vilket gör det till en av de största maritima imperierna i historien. Efter flera storskaliga militära framgångar under första halvan av stillahavskriget blev Japan ökänt för krigsförbrytelser mot de erövrade invånarna inom sitt imperium. Efter militära nederlag och atombomberna över Hiroshima och Nagasaki kapitulerade Japan den 2 september 1945. 
Under den efterföljande amerikanska ockupationen fastställdes en ny konstitution där kejsarens roll begränsade till att i huvudsak vara av ceremoniell och representativ art. Den amerikanska ockupationen och återuppbyggnaden av landet fortsatte långt in på 1950-talet som så småningom bildade det moderna Japan.
Kejsarna under denna tid, som sträckte sig över meiji-, taisho- och showa-epokerna, är nu kända i Japan genom sina postuma namn, som sammanfaller med namnen under dessas eranamn: kejsar Meiji (Mutsuhito), kejsar Taisho (Yoshihito) och kejsar Showa (Hirohito).

### Fotnoter
1. ↑  ”Ugglan. 12. Japan”. Nordisk familjebok. 1910. https://runeberg.org/nfbl/0693.html. Läst 9 december 2020.
2. 1 2 3  Hildebrand, Hans; Hjärne, Harald och von Pflugk-Harttung, Julius (1917-1921). Världshistoria: Människosläktets utveckling i stat och samhälle, i kultur och vetenskap. "Orienten". Aktiebolaget för spridning af litterära verk. https://runeberg.org/vrldhist/3/0665.html. Läst 9 december 2020
3. 1 2 3 4  ”Japan: Historia”. Nationalencyklopedin. https://www.ne.se/uppslagsverk/encyklopedi/l%C3%A5ng/japan#historia. Läst 9 december 2020.
4. 1 2 3  ”Japan (Författning)”. Nordisk familjebok, Uggleupplagan 12. 1910. https://runeberg.org/nfbl/0701.html. Läst 9 december 2020
5. ↑  Bruce R. Gordon (2005). To Rule the Earth ... (Se Bibliography för använda källor.)